# Hajime Yatate
Hajime Yatate é um pseudónimo para as contribuições coletivas do time de animadores da Nippon Sunrise.

## Produções
- Várias produções da meta-série Gundam;
- Aura Battler Dunbine (1983);
- Yoroiden Samurai Troopers, aka Ronin Warriors ou Samurai Warriors (1988);
- Vision of Escaflowne (1996);
- Outlaw Star (1998);
- Gasaraki (1998);
- Cowboy Bebop (1998);
- Infinite Ryvius (1999);
- The Big O (1999);
- Z-Mind (1999);
- Witch Hunter Robin (2002);
- Sgt. Frog (2004);
- My-HiME (2004);
- My-Otome (2005);
- Bakumatsu Kikansetsu Irohanihoheto (2006);
- Idolmaster: Xenoglossia (2007).

1. ↑  Oppliger, John (5 de junho de 2003). «Ask John: Who is Hajime Yadate?». AnimeNation. Consultado em 30 de maio de 2011